# Odontokrepis nigrescens
Odontokrepis nigrescens är en mångfotingart som beskrevs av Carl Graf Attems 1899. Odontokrepis nigrescens ingår i släktet Odontokrepis och familjen Chelodesmidae. Inga underarter finns listade i Catalogue of Life.